# Polyphagoides cantrelli
Polyphagoides cantrelli är en kackerlacksart som beskrevs av M. Josephine Mackerras 1968. Polyphagoides cantrelli ingår i släktet Polyphagoides och familjen Polyphagidae. Inga underarter finns listade i Catalogue of Life.